# 5 ноября
5 ноября — 309-й день года (310-й в високосные годы) по григорианскому календарю.
До конца года остаётся 56 дней.
До 15 октября 1582 года — 5 ноября по юлианскому календарю, с 15 октября 1582 года — 5 ноября по григорианскому календарю.
В XX и XXI веках соответствует 23 октября по юлианскому календарю.

## Праздники и памятные дни

### Международные
- ООН — Всемирный день распространения информации о проблеме цунами[2].

### Национальные
- Армения — День разведывательных войск[3].
- Великобритания — Ночь Гая Фокса.
- Россия,  Беларусь — День военного разведчика.
- Казахстан — День внешней разведки[4].
- Перу — День Пуно.

### Религиозные
Католицизм
 — Память Бернхарда Лихтенберга, священника (1943 год).
 Православие
 — Память апостола Иакова, брата Господня по плоти (около 63 года);
 — воспоминание перенесения мощей праведного Иакова Боровичского, Новгородского чудотворца (1544 год);
 — память священномучеников Николая Агафоникова, Владимира Амбарцумова, Александра Соловьёва, Николая Архангельского, Емилиана Гончарова и Созонта Решетилова, пресвитеров (1937 год);
 — память преподобномученицы Евфросинии Тимофеевой, послушницы (1942 год);
 — память святителя Игнатия, патриарха Константинопольского (877—878 годы);
 — память преподобного Елисея Лавришевского (около 1250 года);
 — память мученика Домнина Палестинского (ум. 307).

### Именины
- Православные[8][9]: Яков, Николай, Владимир, Александр, Емельян, Игнатий, Максим, Ксения, Елисей, Евфросиния, Никифор.

## События

### До XIX века
- 1605 — арестован Гай Фокс, один из предводителей Порохового заговора в Англии.
- 1612 — освобождение Москвы. Капитуляция польско-литовского гарнизона Московского Кремля.
- 1757 — Фридрих Великий разбивает коалиционную армию в Росбахском сражении.
- 1768 — Договор в форте Стенуикс между ирокезами и Великобританией.
- 1854 — Инкерманская битва юго-восточнее Севастополя во время Крымской войны.

### XX век
- 1914 — Великобритания аннексировала Кипр и вместе с Францией объявили войну Османской империи.
- 1916 — Королевство Польское провозглашено императорами Германии и Австро-Венгрии.
- 1918 — основано ГРУ Генштаба.
- 1929 — в Москве открылся первый в СССР планетарий.
- 1934
  - В Ленинградском кинотеатре «Титан» состоялась премьера фильма «Чапаев», снятого братьями Васильевыми.
  - Состоялся первый полёт под руководством Умберто Нобиле советского дирижабля СССР-В6 (Осоавиахим).
- 1935
  - Выпущена настольная игра «Монополия».
  - В Киеве открылось регулярное троллейбусное движение.
  - В СССР город Луганск переименован в Ворошиловоград, в честь Климента Ворошилова.
- 1940 — Франклин Рузвельт стал первым и единственным политиком, избранным президентом США третий раз.
- 1943 — Вторая мировая война: бомбардировка Ватикана.
- 1946 — серия авиационных катастроф у московского аэропорта Внуково. Погибли 19 человек.
- 1952
  - Во Владимире открылось регулярное троллейбусное движение.
  - Северо-Курильское цунами, вызвавшее многочисленные жертвы и разрушения на Курильских островах, на Сахалине и Камчатке.
- 1955 — проводятся первые испытания турбореактивного самолёта Ту-104[10].
- 1961 — Эльбарусовская трагедия: 110 погибших, в том числе 106 детей.
- 1963 — открыты станции Киевского метрополитена — Политехнический институт и Завод «Большевик» (теперь Шулявская).
- 1964 — в Чернигове открылось регулярное троллейбусное движение.
- 1965
  - В Ленинграде в бывшем особняке Николая Спиридонова открыт Дворец торжественной регистрации рождений «Малютка».
  - Открыты станции Киевского метрополитена: Гидропарк, Левобережная и Дарница, а также электродепо Дарница.
- 1967 — в Москве сдан в эксплуатацию Останкинский телецентр[11].
- 1968
  - Президентом США избран республиканец Ричард Никсон.
  - Василий Макух совершил самосожжение на Крещатике в знак протеста против ситуации в Украине в составе СССР и против ввода войск в Чехословакию.
- 1971 — открыты станции Киевского метрополитена: «Святошино» (ныне «Святошин»), «Нивки» и «Октябрьская» (сейчас «Берестейская»).
- 1986 — американские корабли USS Rentz, USS Reeves, USS Oldendorf посетили китайский Циндао, первый визит ВМФ США в Китай с 1949 года.
- 1990 — Патриотическая песня становится гимном РСФСР и впоследствии России до 2000 года.
- 1991 — выполнен первый в истории прямой авиарейс Москва — Тель-Авив.
- 1995 — психически неуравновешенный Андре Даллер пытался убить премьер-министра Канады Жана Кретьена
- 1996
  - Президенту России Борису Ельцину делают операцию шунтирования на сердце. Обязанности президента в это время исполняет Виктор Черномырдин.
  - Демократ Билл Клинтон переизбран на пост президента США.

### XXI век
- 2006 — Саддам Хусейн приговорён к повешению.
- 2007 — Компания Google представила открытую мобильную платформу Android.
- 2009 — массовое убийство на военной базе Форт-Худ в США.
- 2010 — катастрофа Beechcraft 1900 в Карачи, погиб 21 человек.
- 2013 — Индия запустила автоматическую межпланетную станцию «Мангальян» для исследования Марса.
- 2015 — экологическая катастрофа в Бразилии: при обвале дамбы хвостохранилища погибли 19 человек, большое количество токсичных отходов попали в реку Риу-Доси и вскоре достигли океана[12].
- 2017 — стрельба в Сазерленд-Спрингс: 27 погибших, включая стрелка.
- 2021 — взрыв бензовоза во Фритауне: более 100 погибших, более 100 раненых.
- 2022 — пожар в кафе «Полигон» в Костроме, 15 погибших.
- 2024 — республиканец Дональд Трамп после четырёхлетнего перерыва вторично избран на пост президента США.

## Родились

### До XIX века
- 1494 — Ганс Сакс (ум. 1576), немецкий поэт, мейстерзингер и драматург.
- 1673 — Дмитрий Кантемир (ум. 1723), молдавский и российский государственный деятель и учёный.
- 1733 — Михаил Херасков (ум. 1807), русский писатель, поэт, драматург, автор первого гимна Российской империи «Коль славен».
- 1757 — Михаил Муравьёв (ум. 1807), поэт и просветитель, сенатор, родоначальник жанра лёгкой поэзии в России.

### XIX век
- 1827 — Николай Северцов (ум. 1885), русский зоолог и путешественник.
- 1835 — Георг Карл Христиан Захарие (ум. 1907), датский геодезист.
- 1855 — Леон Филипп Тейсерен де Бор (ум. 1913), французский метеоролог, один из первооткрывателей стратосферы.
- 1868 — Николай Рожков (ум. 1927), русский историк и политический деятель.
- 1878
  - Михаил Арцыбашев (ум. 1927), русский писатель, драматург, публицист.
  - Кузьма Петров-Водкин (ум. 1939), русский советский художник, писатель и педагог.
- 1892 — Джон Холдейн (ум. 1964), английский биолог, популяризатор науки, один из основоположников синтетической теории эволюции.
- 1893 — Раймонд Лоуи (ум. 1986), американский промышленный дизайнер.
- 1896 — Николай Бернштейн (ум. 1966), советский психофизиолог и физиолог.
- 1897 — Николай Плотников (ум. 1979), актёр театра и кино, театральный режиссёр, педагог, народный артист СССР.

### XX век
- 1901 — Михаил Барсуков (ум. 1963), советский военачальник, генерал-полковник, Герой Советского Союза.
- 1905 — Дмитрий Шепилов (ум. 1995), советский учёный-экономист и политический деятель, член-корреспондент АН СССР.
- 1910 — Зана Занони (урожд. Зинаида Николаенко; ум. 1983), советская актриса театра, кино и дубляжа, танцовщица.
- 1911 — Мэри Осборн (при рожд. Хелен Элис Майрс; ум. 2010), американская киноактриса.
- 1913
  - Вивьен Ли (урожд. Вивиан Мэри Хартли; ум. 1967), английская актриса театра и кино, обладательница двух «Оскаров».
  - Владимир Лифшиц (ум. 1978), советский поэт, драматург, детский писатель.
- 1921
  - Дьёрдь Цифра (ум. 1994), венгерский и французский пианист-виртуоз.
  - Фавзия Фуад (ум. 2013), египетская принцесса, жена шаха Ирана Мохаммеда Резы Пехлеви
- 1931 — Айк Тёрнер (ум. 2007), американский музыкант и продюсер, один из основателей рок-н-ролла.
- 1934 — Кира Муратова (ум. 2018), советская и украинская киноактриса, кинорежиссёр, сценарист, народная артистка Украины.
- 1937 — Харрис Юлин (ум. 2025), американский актёр театра, кино и телевидения, театральный режиссёр.
- 1938
  - Джо Дассен (ум. 1980), французский певец, композитор и музыкант.
  - Сесар Луис Менотти (ум. 2024), аргентинский футболист и тренер, главный тренер сборной Аргентины на победном чемпионате мира 1978 года.
- 1940 — Дмитрий Пригов (ум. 2007), русский поэт, художник и скульптор.
- 1941 — Арт Гарфанкел, американский певец, музыкант, актёр и писатель, участник дуэта «Simon and Garfunkel».
- 1944 — Митрополит Онуфрий (Березовский) Предстоятель Украинской православной церкви (Московского патриархата)
- 1945 — Светлана Чиркова-Лозовая, советская фехтовальщица на рапирах, двукратная олимпийская чемпионка (1968, 1972).
- 1947 — Олег Антропов (ум. 2023), советский волейболист, олимпийский чемпион (1968).
- 1948
  - Бернар-Анри Леви, французский философ и журналист.
  - Питер Хэммилл, английский певец, музыкант, автор песен, лидер рок-группы «Van der Graaf Generator».
- 1950 — Турбьёрн Ягланд, норвежский и общеевропейский политик, премьер-министр Норвегии (1996—1997), генсек Совета Европы (2009—2019).
- 1952
  - Олег Блохин, советский и украинский футболист, тренер, лучший футболист Европы 1975 г.
  - Билл Уолтон (ум. 2024), американский баскетболист, двукратный чемпион НБА.
- 1953 — Олег Морозов, российский политик и государственный деятель.
- 1954 — Джеффри Сакс, американский экономист.
- 1956 — Андрей Кнышев, советский и российский телеведущий, режиссёр, сценарист, писатель-сатирик.
- 1958 — Роберт Патрик, американский актёр.
- 1959 — Брайан Адамс, канадский рок-музыкант, гитарист, автор и исполнитель песен.
- 1960 — Тильда Суинтон, британская актриса, лауреат премий «Оскар», BAFTA и др. наград.
- 1961 — Алан Пойндекстер (погиб в 2012), американский астронавт.
- 1963 — Яир Лапид, израильский журналист, писатель, государственный деятель.
- 1964 — Фамке Янссен, нидерландская и американская актриса, фотомодель и кинорежиссёр.
- 1968 — Сэм Рокуэлл, американский актёр, лауреат премий «Оскар», «Золотой глобус» и др.
- 1970 — Марио Райтер, австрийский горнолыжник, олимпийский чемпион, призёр чемпионатов мира.
- 1971
  - Сергей Березин, советский и российский хоккеист.
  - Джонни Гринвуд, британский музыкант, соло-гитарист группы «Radiohead».
- 1973 — Алексей Яшин, российский хоккеист, чемпион мира (1993).
- 1974 — Дадо Пршо, хорватский футболист.
- 1977 — Михай Ковалиу, румынский фехтовальщик, олимпийский чемпион и чемпион мира.
- 1980 — Кристоф Метцельдер, немецкий футболист, двукратный призёр чемпионатов мира.
- 1981 — Ксения Собчак, российская телеведущая и общественный деятель.
- 1982 — Роб Свайр, австралийский певец и клавишник, фронтмен и продюсер группы «Pendulum».
- 1984 — Элиуд Кипчоге, кенийский легкоатлет, двукратный олимпийский чемпион в марафоне, рекордсмен мира в марафоне.
- 1986
  - БоА, южнокорейская певица, автор песен, актриса, модель.
  - Каспер Шмейхель, датский футболист.
- 1987
  - О Джей Мейо, американский баскетболист.
  - Павел Прилучный, российский актёр, телеведущий, продюсер.
- 1992 — Марко Верратти, итальянский футболист, чемпион Европы (2020).

## Скончались

### До XIX века
- 1370 — Казимир III (р. 1310), польский король (1333—1370).
- 1515 — Мариотто Альбертинелли (р. 1474), итальянский живописец эпохи Возрождения.
- 1559 — Кано Мотонобу (р. 1476), японский художник.
- 1631 — Иоганн Лисс (р. ок. 1597), немецкий живописец.

### XIX век
- 1807 — Ангелика Кауфман (р. 1741), немецкая художница.
- 1828 — Мария Фёдоровна (р. 1759), российская императрица, вторая супруга Павла I.
- 1846 — граф Фёдор Толстой (р. 1782), русский путешественник и авантюрист, дядя Льва Толстого.
- 1879
  - Джеймс Клерк Максвелл (р. 1831), английский физик, создатель теории электромагнитного поля.
  - Николай Сементовский (р. 1819), русский и украинский писатель, археолог и историк.
- 1884 — Александр Штиглиц (р. 1814), российский банкир, промышленник и меценат.

### XX век
- 1906 — Фриц Таулов (р. 1847), норвежский художник-пейзажист.
- 1914 — Август Вейсман (р. 1834), немецкий зоолог, теоретик эволюционного учения.
- 1925 — казнён Сидней Рейли (р. 1873), британский разведчик, действовавший в 1910—1920-х гг. в России и на Ближнем Востоке.
- 1929 — Жак Риго (р. 1898), французский писатель, поэт-сюрреалист, дадаист.
- 1930 — Христиан Эйкман (р. 1858), нидерландский врач, лауреат Нобелевской премии (1929).
- 1932 — Фёдор Аристов (р. 1888), русский советский историк и этнограф.
- 1933 — Николай Лохвицкий (р. 1867), русский военный деятель, участник белого движения в Сибири.
- 1937 — Болеслав Лесьмян (р. 1877), польский поэт еврейского происхождения.
- 1941 — Владимир Гиппиус (р. 1876), русский поэт Серебряного века, литературовед.
- 1943 — Аспазия (наст. имя Эльза Розенберг; р. 1865), латышская поэтесса, жена Райниса.
- 1944 — Алексис Каррель (р. 1873), французский хирург, биолог, социолог, лауреат Нобелевской премии (1912).
- 1951
  - Агриппина Ваганова (р. 1879), артистка балета, педагог, балетмейстер, народная артистка РСФСР.
  - Реджи Уокер (р. 1889), южноафриканский легкоатлет, олимпийский чемпион в беге на 100 м (1908).
- 1955 — Морис Утрилло (р. 1883), французский живописец-пейзажист.
- 1956 — Арт Тэйтум (р. 1910), американский джазовый пианист-виртуоз, композитор.
- 1960 — Мак Сеннет (р. 1880), американский киноактёр, кинорежиссёр, сценарист и продюсер.
- 1964 — Василий Немчинов (р. 1894), статистик, один из основоположников экономико-математического направления советской экономической науки.
- 1965 — погиб Евгений Урбанский (р. 1932), актёр театра и кино, заслуженный артист РСФСР.
- 1974 — Марсель Коэн (р. 1884), французский лингвист, профессор.
- 1977
  - Рене Госинни (р. 1926), французский карикатурист, сценарист, детский писатель, издатель журнала «Пилот».
  - Алексей Стаханов (р. 1906), советский шахтёр, основоположник Стахановского движения, Герой Социалистического Труда.
- 1978 — Василиск Гнедов (р. 1890), русский поэт-авангардист.
- 1980 — Отар Абесадзе (р. 1934), советский и грузинский кинорежиссёр и сценарист.
- 1981 — Жан Эсташ (р. 1938), французский кинорежиссёр, лауреат Гран-при Каннского кинофестиваля.
- 1982 — Жак Тати (при рожд. Жак Татищев; р. 1908), французский актёр-комик, кинорежиссёр, сценарист, обладатель «Оскара» и др. наград.
- 1983 — Умберту Мауру (р. 1897), бразильский кинорежиссёр, сценарист, кинооператор и актёр.
- 1987 — Жорж Франжю (р. 1912), французский кинорежиссёр и киноархивист, один из основателей Французской синематеки.
- 1989 — Владимир Горовиц (р. 1903), советский и американский пианист.
- 1991 — Роберт Максвелл (при рожд. Ян Людвик Хаим Биньямин Хох; р. 1923), британский медиамагнат.
- 1992 — Арпад Эло (р. 1903), американский профессор, разработавший шахматный Рейтинг Эло.
- 1994 — Альберт Шестернёв (р. 1941), советский футболист, серебряный призёр чемпионата Европы (1964), тренер.
- 1996
  - Виктор Туров (р. 1936), белорусский кинорежиссёр и сценарист, народный артист СССР (по другим данным — 31 октября 1996 года).
  - Эдди Харрис (р. 1934), американский джазовый музыкант-мультиинструменталист.
- 1997 — сэр Исайя Берлин (р. 1909), британский философ и историк.
- 1999 — Григорий Гурвич (р. 1957), советский и российский театральный режиссёр, драматург, телеведущий.

### XXI век
- 2005 — Джон Фаулз (р. 1926), английский писатель-романист, эссеист.
- 2006 — Бюлент Эджевит (р. 1925), турецкий писатель и политический деятель, четырежды премьер-министр Турции.
- 2009 — Феликс Луна (р. 1925), аргентинский писатель, поэт, автор песен, музыкант, юрист, журналист, историк и политик.
- 2010 — Джилл Клейберг (р. 1944), американская актриса театра, кино и телевидения.
- 2012
  - Наталья Литвинова (р. 1941), советская и российская актриса театра и эстрады, заслуженная артистка РФ.
  - Леонардо Фавио (при рожд. Фуад Хорхе Хури; р. 1938), аргентинский певец, актёр и кинорежиссёр.
- 2014 — Гурам Пирцхалава (р. 1940), советский и грузинский актёр театра и кино.
- 2020 — Леонид Осипов (р. 1943), советский ватерполист, олимпийский чемпион (1972), двукратный чемпион Европы (1966, 1970).

## Приметы
День Якова.
- Если в этот день мелкий град (крупа) выпадет, то с Матрёны (22 ноября) зима станет на ноги[13].
- В старину крестьяне разламывали кусок «Казанского» (вчерашнего) пирога и раскидывали его по полю; считалось, что зимние птицы — чечётки, снегири, свиристели, вьюрки — прилетят к полю и своими голосами «успокоят» землю[14].